# Qingdao
Qingdao ou Tsingtao (青岛) é uma cidade na província de Xantum, na República Popular da China. É um porto no mar Amarelo, na península de Xantum. Esteve na posse da Alemanha entre 1898 e 1914 e do Japão entre 1914 e 1922. Em Qingdao, realizaram-se as provas de iatismo dos Jogos Olímpicos de Verão de 2008. A jurisdição de Qingdao tem quatro distritos. Em 2014, a cidade tinha uma população de 9.046.200, com uma população urbana de 6.188.100.

## Subdivisões
|                       | Chinês | Área (km²) | População |  |
| --------------------- | ------ | ---------- | --------- |  |
| Distritos             |        |            |           |  |
| Distrito de Chengyang | 城阳区 | 532        | 740 000   |  |
| Distrito de Huangdao  | 黄岛区 | 2096       | 1 393 000 |  |
| Distrito de Laoshan   | 崂山区 | 389        | 380 000   |  |
| Distrito de Licang    | 李沧区 | 98         | 290 000   |  |
| Distrito de Shibei    | 市北区 | 63         | 1 020 000 |  |
| Distrito de Shinan    | 市南区 | 30         | 550 000   |  |
| Cidades               |        |            |           |  |
| Cidade de Jiaozhou    | 胶州市 | 1 324      | 840 000   |  |
| Cidade de Jimo        | 即墨市 | 1 780      | 1 180 000 |  |
| Cidade de Laixi       | 莱西市 | 1 568      | 750 000   |  |
| Cidade de Pingdu      | 平度市 | 3 176      | 1 360 000 |  |

## Economia
A cidade tem tido um rápido desenvolvimento. Com uma taxa de crescimento anual de 18,9% em 2006, o PIB da cidade alcançou os 42,3 bilhões, ficando em primeiro lugar na província de Xantum. No ano de 1984, o governo chinês nomeou o distrito que Qingdao faz parte das Zonas Econômicas Especiais da China (ZEE). Sendo uma cidade costeira teve o início da entrada de capital estrangeiro com baixos custos de fixação e grande desenvolvimento da indústria secundária e terciária.
Nos últimos anos tem fortalecido o seu porto com grandes investimentos na cidade da Coreia do Sul e do Japão . Além da produção industrial elevada nas últimas décadas, as indústrias pesqueiras e o turismo tem tido grande importância na economia.

### Turismo
Qingdao atrai muitos turistas por seu tipo de litoral e temperatura da água. Parques, praias, esculturas e uma moderna arquitetura costeira também merecem destaque.
Algumas das atrações em Qingdao são:
- Zhan Qiao Pier, 栈桥 (Zhànqiáo)
- Jardim zoológico de Qingdao, 青岛动物园 (Qīngdǎo dòngwùyuán)
- Jardim botânico de Qingdao, 青岛植物园 (Qīngdǎo zhíwùyuán)
- Parque Zhongshan, 中山公园 (Zhōngshān gōngyuán)
- Templo Zhanshan 湛山寺 (Zhànshān sì), o mais antigo templo Budista de Qingdao
- Monte Lao, 崂山 (Láoshān), situado a quarenta quilômetros de Qingdao, é a montanha mais famosa da região. Abriga um retiro taoísta.